# NGC 766
NGC 766 este o galaxie eliptică situată în constelația Peștii. A fost descoperită în 8 ianuarie 1828 de către John Herschel. Se află la o distanță de 108,52 megaparseci de Pământ.